# Sontoorlogen

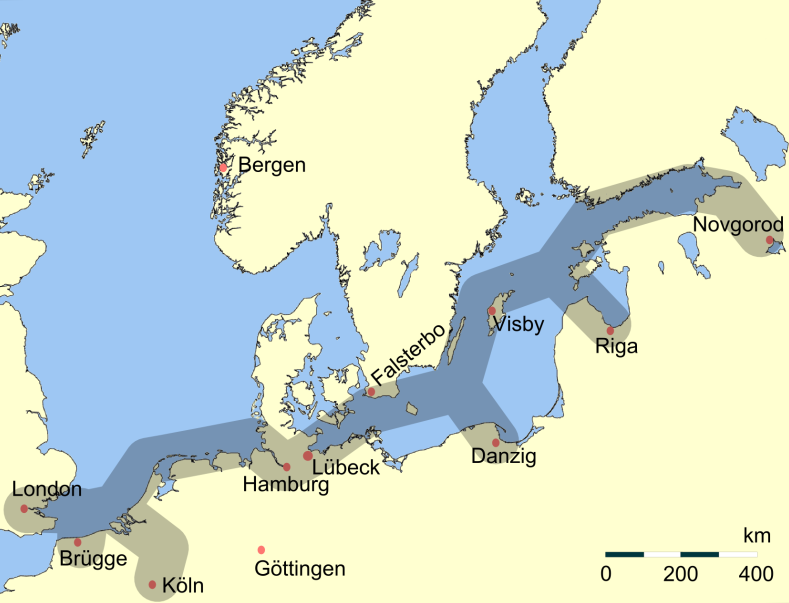
De Hanze-routes

Sontoorlogen is de benaming voor de vier oorlogen die Hollandse steden van 1438 tot 1544 met Duitse Hanzesteden voerden. Deze oorlogen maakten uit dat het graafschap Holland het blijvende alleenrecht kreeg om door de Sont (de zeestraat tussen de Noordzee en de Oostzee) te mogen varen en in alle Oostzeehavens handel te drijven. De Hanzesteden in Noord-Duitsland probeerden Denemarken vergeefs ertoe over te halen om de Sont voor Hollandse schepen af te sluiten.
De naam Sontoorlogen is gepopulariseerd door het Nederlandse vwo-geschiedenisboek Dynamiek en stagnatie in de Republiek (2008) van Dik Verkuil en Marcel van Riessen.

## Graanhandel en oorlogen met de Hanze
De dalende graanproductie in Holland gaf aanleiding om op een andere manier deze tekorten aan te vullen. Hollandse kooplieden kochten niet alleen graan in naburige landen, maar ook steeds vaker aan de Oostzee. Al rond 1500 voeren jaarlijks honderden Nederlandse schepen naar Danzig (Gdańsk) en andere Oostzeehavens om graan te kopen. Het graan was daar goedkoop doordat adellijke grootgrondbezitters het op hun grote landgoederen lieten produceren door horige boeren. Maar om het in Holland te krijgen, moesten nogal wat problemen worden overwonnen, zoals de vijandschap van de Hanzesteden. Die wilden de Hollanders weren uit de Oostzeehavens en de Sont.
Tussen 1438 en 1544 vochten de Hollanders vier Sontoorlogen uit tegen de Hanzesteden in Noord-Duitsland om de vaart door de Sont en de handel in de Oostzeehavens veilig te stellen. Hanzesteden in Pruisen steunden de Hollanders daarbij. Na diverse zeeoorlogen tussen Holland en de Hanzevloten, waarvan de Hollands-Wendische Oorlog (1438–1441) de belangrijkste was, werd Amsterdam uiteindelijk vanaf het einde van de vijftiende eeuw de belangrijkste haven voor graantransport uit Polen en de Baltische staten. De Hollanders beschouwden de graanhandel van Amsterdam als de "moedernegotie", de belangrijkste van alle handel.